# Gamla Uppsala socken
Gamla Uppsala socken i Uppland ingick i Vaksala härad, uppgick 1947 i Uppsala stad och området ingår sedan 1971 i Uppsala kommun och motsvarar från 2016 Gamla Uppsala distrikt.
Socknens areal var 35,46 kvadratkilometer varav 35,11 land.  År 1948 fanns här 2 141 invånare.  Den tidigare tätorten och kyrkbyn, numera stadsdelen Gamla Uppsala, stadsdelarna  Nyby, Löten och Tuna backar samt sockenkyrkan Gamla Uppsala kyrka ligger i socknen.   

## Administrativ historik
Gamla Uppsala socken har medeltida ursprung. 
Vid kommunreformen 1862 övergick socknens ansvar för de kyrkliga frågorna till Gamla Uppsala församling och för de borgerliga frågorna bildades Gamla Uppsala landskommun. Landskommunen inkorporerades 1947 i Uppsala stad som 1971 ombildades till Uppsala kommun.
1 januari 2016 inrättades distriktet Gamla Uppsala, med samma omfattning som församlingen hade 1999/2000.  
Socknen har tillhört län, fögderier, tingslag och domsagor enligt vad som beskrivs i artikeln Vaksala härad. Fyra gårdar i Fullerö räknades ursprungligen till Ärentuna socken, Norunda härad. De överfördes i alla avseenden till Gamla Uppsala 1891. Till socknen hörde även all mark fram till Svartbäckstull, men dessa områden har efterhand inkorporerats i Uppsala stad.
De indelta soldaterna tillhörde Upplands regemente, Rasbo kompani och Livregementets dragonkår, Norra Upplands skvadron.

## Geografi
Gamla Uppsala socken ligger närmast norr om Uppsala med Fyrisån och Uppsalaåsen i väster. Socknen är en slättbygd med någon skog i norr.

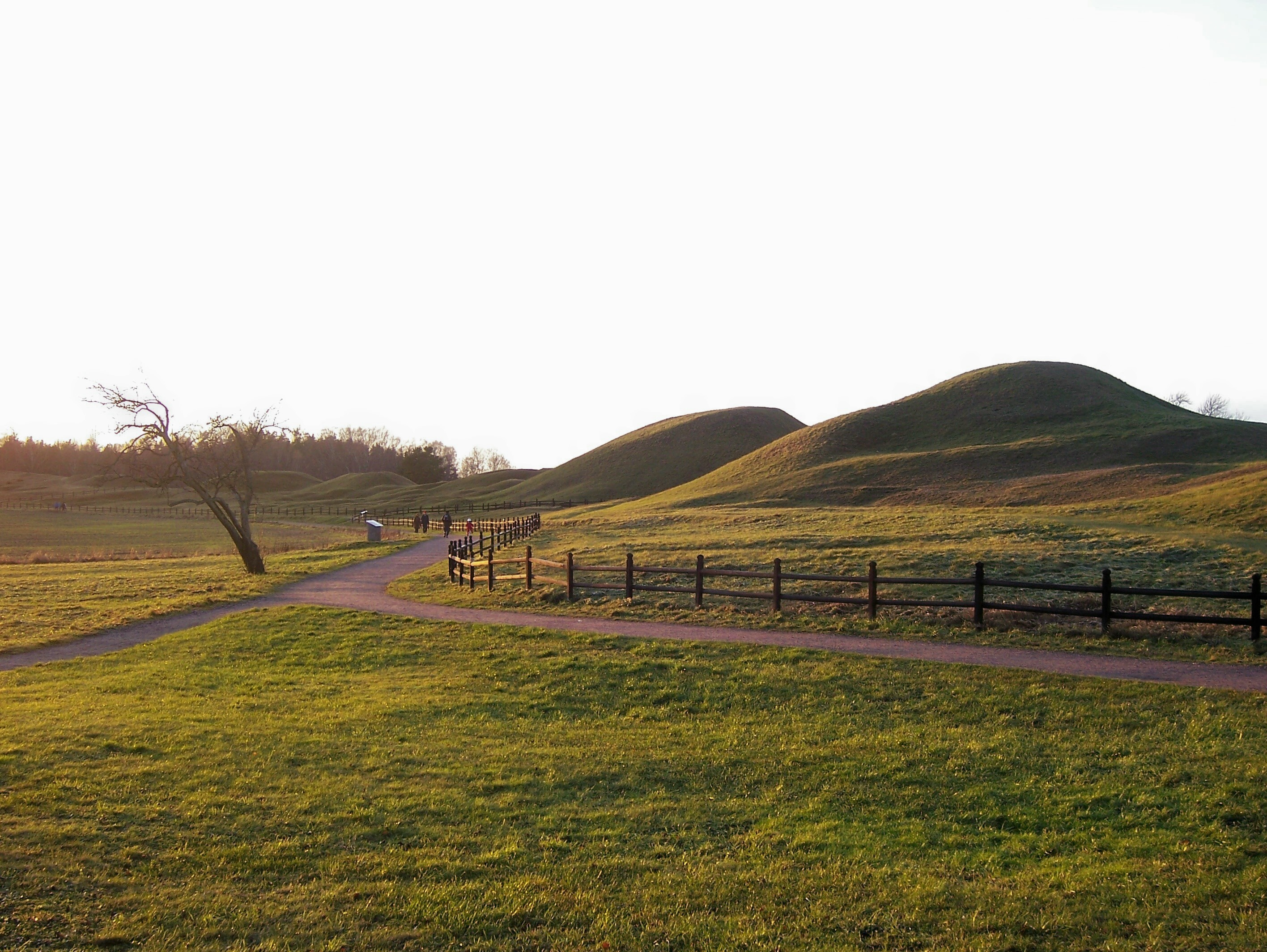
Kungshögarna i Gamla Uppsala fornlämningsområde

De byar och gårdar i Gamla Uppsala socken som existerat sedan 1500-talet eller längre är Björkby, Bredåker, Bärby, Duvboda, Ekeby, Ensta, Fullerö, Gökulla, Husby, Hämringe, Krokeke, Lundboda, Lälunda, Löten, Myrby, Mälby, Nyby, Skärna, Svartbäcken, Gamla Uppsala by, Valsgärde, Vedergärde, Velamsboda och Ärna.

## Fornlämningar
Från bronsåldern finns spridda stensättningar och skärvstenshögar. Från järnåldern finns gravfält, där det främsta är kungshögarna i Gamla Uppsala fornlämningsområde. Vid Valsgärde finns ett gravfält med båtgravar från yngre järnåldern.

## Namnet
Namnet skrevs med runor vid 900-talets slut ub salum (Upsalum). Förleden är en riktningsbestämning upp, 'det längre upp belägna' givit i relation till den ort Sala som låg i nuvarande stadsdelen Salabacke i Uppsala. Efterleden Sala innehåller plural av sal, 'större rum' i betydelsen 'festsal, hallbyggnad'.